# NGC 4205
NGC 4205 é uma galáxia espiral (S?) localizada na direcção da constelação de Draco. Possui uma declinação de +63° 46' 56" e uma ascensão recta de 12 horas, 14 minutos e 55,3 segundos.
A galáxia NGC 4205 foi descoberta em 4 de Outubro de 1861 por Heinrich Louis d'Arrest.